# Luxemburgia mogolensis
Luxemburgia mogolensis är en tvåhjärtbladig växtart som beskrevs av Fabiola Feres. Luxemburgia mogolensis ingår i släktet Luxemburgia och familjen Ochnaceae. Inga underarter finns listade i Catalogue of Life.